# Лопатин, Владимир Семёнович
Влади́мир Семёнович Лопа́тин (21 октября 1879, Ярославль — 26 сентября 1918, там же) — российский общественный деятель, ярославский городской голова (1917).

## Биография
Из старинного ярославского купеческого рода. Отец — Семён Яковлевич Лопатин (1846 — 02.03.1911). Мать — Надежда Николаевна (1853 — ?), дочь ярославского купца-миллионщика Н. П. Пастухова. Братья: Анатолий (р. 1878, в начале XX века преподавал в одной из московских гимназий), Яков (р. 1883) и Сергей (погиб на русско-японской войне).
Окончил ярославскую гимназию, затем физико-математический факультет Московского университета и механический факультет императорского высшего технического училища в Москве. В Ярославле служил инженером городского водопровода. Выдающийся организатор городского хозяйства. Занимался постройкой фильтровальной станции для очистки волжской воды (1913), ликвидацией загрязнения городских земель, работал в губернской земской управе, заведующим страховой статистикой в страховом отделе. Активно выступал по вопросам развития городского хозяйства в ярославской газете «Голос». Член партии кадетов.
В 1909 и 1913 годах избирался гласным Ярославской городской думы и членом городской управы, заступающим место городского головы в случае его отсутствия.
Награждён орденом Св. Станислава 3 степени (1914).
В 1915 году был назначен уполномоченным Главного комитета по снабжению армии.
Жил по адресу: Ярославль, Пробойная ул., д. Лопатиных.
С 27 марта по 30 июля 1917 года — городской голова. Летом прошли новые выборы гласных городской думы. Лопатин был переизбран гласным. С августа 1917 года член губернской комиссии, рассматривавшей дела об арестованных во внесудебном порядке.
Во время антибольшевистского восстания в июле 1918 года был призван штабом восставших для организации хозяйственной жизни в осажденном Ярославле, включен в состав городской управы. Организовал водоснабжение горожан.
После подавления восстания был арестован. 13 сентября член следственной комиссии при губернском революционном трибунале вынес заключение: «Не усматривая в деятельности обвиняемого Лопатина особой преступности и в будущем вреда для советской власти, я, если не имеется в Комиссии других данных для обвинения его, полагал бы из-под стражи освободить, находя, что почти двухмесячное заключение должно подействовать на обвиняемого вразумляюще». Тем не менее, на заседании Ярославской губернской чрезвычайной комиссии 26 сентября 1918 года Лопатину был вынесен смертный приговор. В тот же день он был расстрелян.
Реабилитирован в 1996 году.

### Семья
Жена — Екатерина Викторовна, дочь Виктора Ивановича Крылова.
Дети:
- Кирилл Владимирович Лопатин (р. 1910),
- Владимир Владимирович Лопатин (р. 1913),
- Сергей Владимирович Лопатин (р. 1915),
- Яков Владимирович Лопатин (р. 1918).

11 июля 1918 г. расстреляны на даче В. С. Лопатина. Также при этом расстреле погиб осуществлявший его Илья Тутаев.